# Vikentij (Brylejev)
Vikentij (světským jménem: Vjačeslav Vladimirovič Brylejev; * 20. listopadu 1979, Bendery) je moldavský duchovní Ruské pravoslavné církve a biskup tarský a ťukalinský.

## Život
Narodil se 20. listopadu 1979 v Bendery.
Roku 1996 dokončil ve svém rodném městě střední školu č. 15. Od roku 1990 byl oltářníkem chrámu Proměnění Páně v Bendery. V tomto chrámu byl také hypodiakonem. Od roku 1994 byl referentem biskupa benderského Vikentije (Morara).
Roku 1995 po absolvování mravních a duchovních kurzů v Bendery se stal učitelem základů pravoslaví ve škole č. 15.
Dne 3. ledna 1997 byl biskupem dubǎsarským Justinianem (Ovčinnikovem) postřižen na monacha se jménem Vikentij na počest svatého Vincence ze Zaragozy. O den později byl rukopoložen na hierodiakona.
Dne 1. listopadu 1997 byl ustanoven klerikem chrámu Pokrova přesvaté Bohorodice v Tiraspolu a 14. března 1998 ključarem (zástupcem představeného) tohoto chrámu.
V letech 1999–2005 studoval dálkově Moskevský duchovní seminář.
Dne 7. prosince 1999 byl biskupem tiraspolským a dubǎsarským Justinianem jmenován ključarem katedrálního chrámu Narození Krista v Tiraspolu.
V letech 2001–2007 byl duchovním a učitelem Pravoslavného gymnázia Talant v Tiraspolu. Mezitím se v lednu 2002 stal učitelem eparchiálního duchovního učiliště v Bendery. Byl také zodpovědný za pořad o pravoslaví v Radio Pridněstrovja.
Dne 20. listopadu 2002 byl povýšen na archidiákona.
Od 1. června 2003 byl biskupským sekretářem pro protokol a členem disciplinární komise při eparchiální radě tiraspolské eparchie.
Dne 7. dubna 2004 byl v chrámu Proměnění Páně v Bendery biskupem tiraspolským a dubǎsarským Justinianem rukopoložen na jeromonacha. Od stejného měsíce byl členem Koordinační rady ministerstva školství v Podněstří.
Dne 15. října 2004 byl ustanoven představeným chrámu Pokrova přesvaté Bohorodice v Tiraspolu. Dne 18. ledna 2005 se stal vojenským kaplanem Černomořského kozáckého vojska Podněstří.
Dne 25. dubna 2005 byl povýšen na igumena.
Dne 1. září 2006 byl jmenován asistentem sekretáře eparchiální správy.
Roku 2007 dokončil dálkové studium na Moldavské státní univerzitě.
Dne 28. ledna 2007 mu bylo uděleno právo nosit epigonation.
Od dubna 2007 byl ključarem chrámu Pokrova přesvaté Bohorodice v Saratově. Stal se také členem komise gubernorátu Saratovské oblasti pro obnovu duchovna a kozáctví. Byl také moderátorem Saratovského oblastního rádia.
Roku 2009 dokončil Kyjevskou duchovní akademii a byl jmenován přednášejícím v Saratovském duchovním semináři.
Od února 2010 sloužil mezi Kozáky Saratovské oblasti.
V září 2011 byl přijat do kléru vladimirské eparchie a byl ustanoven představeným chrámu Povýšení svatého Kříže v Kostěrjovu. Po zřízení alexandrovské eparchie roku 2013 zůstal sloužit ve stejném chrámu. Stal se předsedou eparchiálního liturgického oddělení a komise pro historii a archivaci. Byl členem eparchiálního soudu a sekretářem komise pro chráněnce (kandidáty svěcení).
V září 2015 nastoupil na dálkové studium Nižněnovgorodské státní pedagogické univerzity.
Dne 22. dubna 2016 byl převeden do kléru čeljabinské eparchie, kde byl ustanoven klerikem katedrálního chrámu Narození Krista v Čeljabinsku. Od června 2016 působil jako asistent blagočinného Zlatoustského okruhu a vedoucí duchovního a vzdělávacího centra Pokrov v Zlatoustu.
Dne 27. prosince 2016 jej Svatý synod zvolil biskupem zlatoustským a satkinským. O den později byl metropolitou petrohradským a ladožským Varsonofijem (Sudakovem) povýšen na archimandritu.
Dne 30. prosince 2016 byl v chrámu Všech svatých monastýru Danilov v Moskvě oficiálně jmenován biskupem a 3. ledna 2017 proběhla v chrámu Zesnutí přesvaté Bohorodice v Moskvě jeho biskupská chirotonie. Světiteli byli patriarcha moskevský Kirill, metropolita taškentský a uzbekistánský Vikentij (Morar), metropolita istrijský Arsenij (Jepifanov), metropolita čeljabinský a miasský Nikodim (Čibisov), arcibiskup solněčnogorský Sergij (Čašin), arcibiskup kostromský a něrechtský Ferapont (Kašin), biskup čitinský a petrovsk-zabajkalský Dimitrij (Jelisejev), biskup magnitogorský a verchněuralský Innokentij (Vaseckij) a biskup troický a južnouralský Grigorij (Petrov).
Dne 11. října 2023 jej Svatý synod zvolil biskupem tarským a ťukalinským.